# دانا لارسن
دانا لارسن هو مُحرِّر وسياسي كندي، ولد في 14 أبريل 1971.